# طباعة حيوية ثلاثية الأبعاد

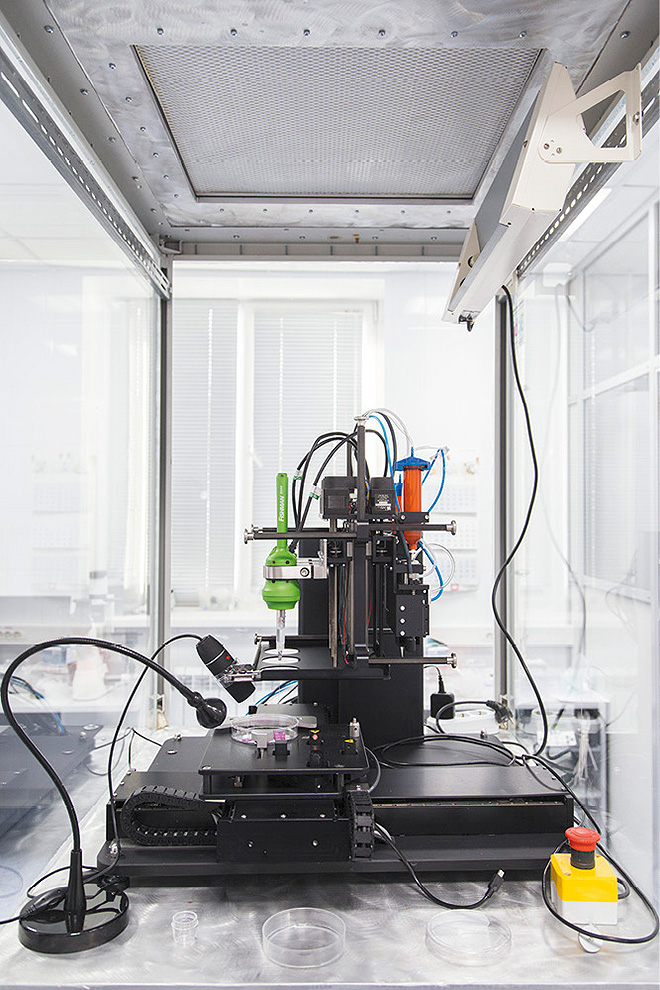
طابعة حيوية ثلاثية الأبعاد

الطباعة الحيوية الثلاثية الابعاد (3D) : هي طريقة إنتاج أنماط الخلية في مساحة محددة باستخدام تقنيات الطباعة الثلاثية الأبعاد، مع الحفاظ على وظيفة الخلية وبقاؤها داخل البناء المطبوع. بشكل عام الطباعة الحيوية الثلاثية الأبعاد تستخدم طريقة الطبقة تلو الطبقة لترسب المواد المعروفة باسم مغذيات (bioinks) خلق هياكل تشبه الأنسجة التي تستخدم لاحقا في مجالات الهندسة الطبية والأنسجة. الطباعة الحيوية يغطي مدى واسع من المواد .والآن يمكن استخدام الطباعة الحيوية لطباعة الأنسجة والأعضاء للمساعدة في البحث عن الأدوية والحبوب .بالإضافة إلى ذلك، بدأت الطباعة الحيوية 3D لدمج طباعة السقالات. هذه السقالات يمكن استخدامها لتجديد المفاصل والأربطة. تم إيداع البراءة الأولى المتعلقة بهذه التكنولوجيا في الولايات المتحدة في عام 2003 ومنحت في عام 2006.

## العملية
الطباعة الحيوية_(3D) بشكل عام ثلاث خطوات :
1- ما قبل الطباعة الحيوية .
2- الطباعة الحيوية.
3- ما بعد الطباعة الحيوية.

### ما قبل الطباعة الحيوية
ما قبل الطباعة الحيوية هي عملية إنشاء نموذج تقوم الطابعة في وقت لاحق بإنشاء واختيار المواد التي سيتم استخدامها. أحد الخطوات الأولى هي الحصول على خزعة من الجهاز. التقنيات الشائعة المستخدمة في المعالجة الحيوية هي: التصوير المقطعي المحوسب والتصوير بالرنين المغناطيسي. للطباعة مع طريقة الطبقة تلو الطبقة، يتم إعادة بناء الصور الثلاثية الأبعاد (tomographic )على الصور. الآن يتم إرسال الصور ثنائية الأبعاد ((2Dإلى الطابعة التي سوف تكون مصنوعة. مرة واحدة ليتم إنشاء الصورة، خلايا معينة يتم غزلها ومضاعفتها. ثم يتم خلط هذه الخلايا مع المواد المائعة الخاصة التي توفر الأكسجين والمواد المغذية الأخرى للحفاظ على قيد الحياة. في بعض العمليات، يتم تغليف الخلايا في الكروية الخلوية 500μm في القطر. هذا التجميع من الخلايا لا يتطلب سقالة، ومطلوبة لوضعها في انبوبين مثل انصهار الأنسجة لعمليات مثل النتوء.

### الطباعة الحيوية
في الخطوة الثانية، خليط سائل من الخلايا، الحشوة, والمغديات المعروفة باسم (bioinks) التي توضع في معدات الطابعة وتودع باستخدام المسح الطبي للمرضى.عندما يتم نقل المطبوع الحيوي ما قبل النسيج الحيوي(الخلايا) إلى الحاضنة، تنضج هذه الخلايا إلى نسيج.
الطباعة الحيوية الثلاثية الأبعاد (3D) لتخليق التشكيلات الحيوية بشكل نوعي تتضمن الخلايا الموزعة فوق السقالات المتوافقة حيويا والمستخدمة تتابع الطبقة تلو الطبقة المتقاربة لتوليد نسيج شبيه بتراكيب ثلاثية الأبعاد 3D)). الأعضاء المصنعة مثل: الكبد والكلى صنعت بواسطة الطباعة الحيوية ثلاثية الأبعاد عندها نقص بالعناصر المهمة التي تؤثر على الجسم مثل :عمل الأوعية الدموية، الأنابيب لجمع البول ونمو البلايين من الخلايا المتطلبة لهذه الأعضاء.بدون هذه المكونات الجسم لا يملك طريقة لأخذ العناصر الأساسية وتعمق بداخلها. إعطاء كل نسيج في الجسم يكون بشكل طبيعي مقسم إلى أنواع الخلايا المختلفة.تقنيات كثيرة لطباعة هذه الخلايا تتنوع في قدرتها لتأكيد استقرار وحيوية الخلايا خلال عملية التصنيع . بعض الطرق التي تستخدم لطباعة حيوية ثلاثية الأبعاد للخلايا هم :الطباعة الحجرية الضوئية photolithography،الطباعة الحيوية المغناطيسية magnetic bioprinting ،تقنية الطباعة الثلاثية الأبعاد المستخدمة لخلق النماذج والأنماط (الأنسجة والأعضاء) stereolithography،قذف الخلية مباشرة.

### ما بعد الطباعة الحيوية
معالج ما بعد الطباعة الحيوية تكون ضرورية لخلق بناء مستقر من مواد بيولوجية .إذا هذه المعالجة لم تكن جيدة للحفاظ عليها، استقامة ووظيفة النسيج المطبوع الثلاثي الأبعاد ((3D يكون بخطر. للحفاظ على هذا الشئ، كلا من التحفيزات الميكانيكية (الحركية) والكيميائية مطلوبين .هذه التحفيزات ترسل إشارات إلى الخلايا للتحكم بإعادة تصميم ونمو الأنسجة . بلإضافة إلى ذلك، في الآونة الأخيرة تطوير تقنيات المفاعل الحيوي سمحت بسرعة نمو الأنسجة، الأوعية الدموية لهذه الأنسجة وقدرة الزرع (العضو المزروع transplants) للبقاء على قيد الحياة.